# Cristarmadillidium
Cristarmadillidium es un género de crustáceo isópodo terrestre de la familia Armadillidiidae. Son endémicos del este de la España peninsular y de las islas Pitiusas.

## Especies
Se reconocen las siguientes:
- Cristarmadillidium breuili Vandel, 1954
- Cristarmadillidium muricatum (Budde-Lund, 1885)

## Ffuentes
- Domingo, J; Montagud, S. & Sendra, A. (Coord.) 2006. Invertebrados endémicos de la Comunitat Valenciana. Conselleria de Territori i Habitatge. Generalitat Valenciana. 256 pp.